# 런던 조약 (1915년)

연합국이 런던 조약에 따라 이탈리아에 양도하기로 결정한 아드리아 해 동부 연안

런던 조약은 1915년 4월 26일 삼국 협상(영국, 프랑스, 러시아 제국)과 이탈리아 왕국 사이에 체결된 비밀 조약이다.
이탈리아는 원래 1882년 독일 제국, 오스트리아-헝가리 제국과 함께 삼국 동맹을 결성했다. 그렇지만 미회수된 이탈리아 수복을 노리고 있던 이탈리아는 이 조약에 서명하면서 제1차 세계 대전에서 연합국 진영에 참전하게 되었고 독일 제국, 오스트리아-헝가리 제국에 선전포고를 하게 된다.
이탈리아는 이 조약에 따라 연합국 진영으로부터 트렌티노(트렌토현), 남티롤(볼차노현), 트리에스테, 이스트라반도, 달마티아 북부(자다르 포함), 아드리아해와 접한 몇몇 도서, 피우메(리예카) 등을 이탈리아에 양도한다는 약속을 받아내기에 이른다. 그러나 종전이후 런던조약은 이행되지 않았으며 이탈리아에서는 반영국, 반프랑스 여론이 들끓었다. 이는 베니토 무솔리니의 파시즘 정권이 들어서는 기반이된다.